# Taponnat-Fleurignac
Taponnat-Fleurignac (okzitanisch: Taponac Florinhac) ist eine französische Gemeinde mit 1.530 Einwohnern (Stand: 1. Januar 2022) im Département Charente in der Region Nouvelle-Aquitaine. Sie gehört zum Arrondissement Angoulême und zum Kanton Val de Tardoire. Die Einwohner werden Taponnacois genannt.

## Lage
Taponnat-Fleurignac liegt etwa 24 Kilometer nordöstlich von Angoulême. Umgeben wird Taponnat-Fleurignac von den Nachbargemeinden Chasseneuil-sur-Bonnieure im Norden und Nordosten, Saint-Adjutory im Osten, Yvrac-et-Malleyrand im Südosten, Marillac-le-Franc im Süden, La Rochefoucauld-en-Angoumois im Südwesten, Rivières im Südwesten und Westen sowie Les Pins im Nordwesten.
Durch die Gemeinde führen der Fluss Bellonne und die Route nationale 141.

## Bevölkerungsentwicklung
| Jahr                       | 1962 | 1968 | 1975 | 1982 | 1990 | 1999 | 2007 | 2019 |
| Einwohner                  | 883  | 890  | 1048 | 1055 | 1175 | 1190 | 1396 | 1486 |
| Quellen: Cassini und INSEE |      |      |      |      |      |      |      |      |

## Sehenswürdigkeiten
- Kirche Saint-Martial, frühere Priorei, seit 1941 Monument historique
- Kapelle Saint-Remy im Ortsteil Fleurignac
- Schloss Taponnat, 1679 erbaut
- Taubentürme

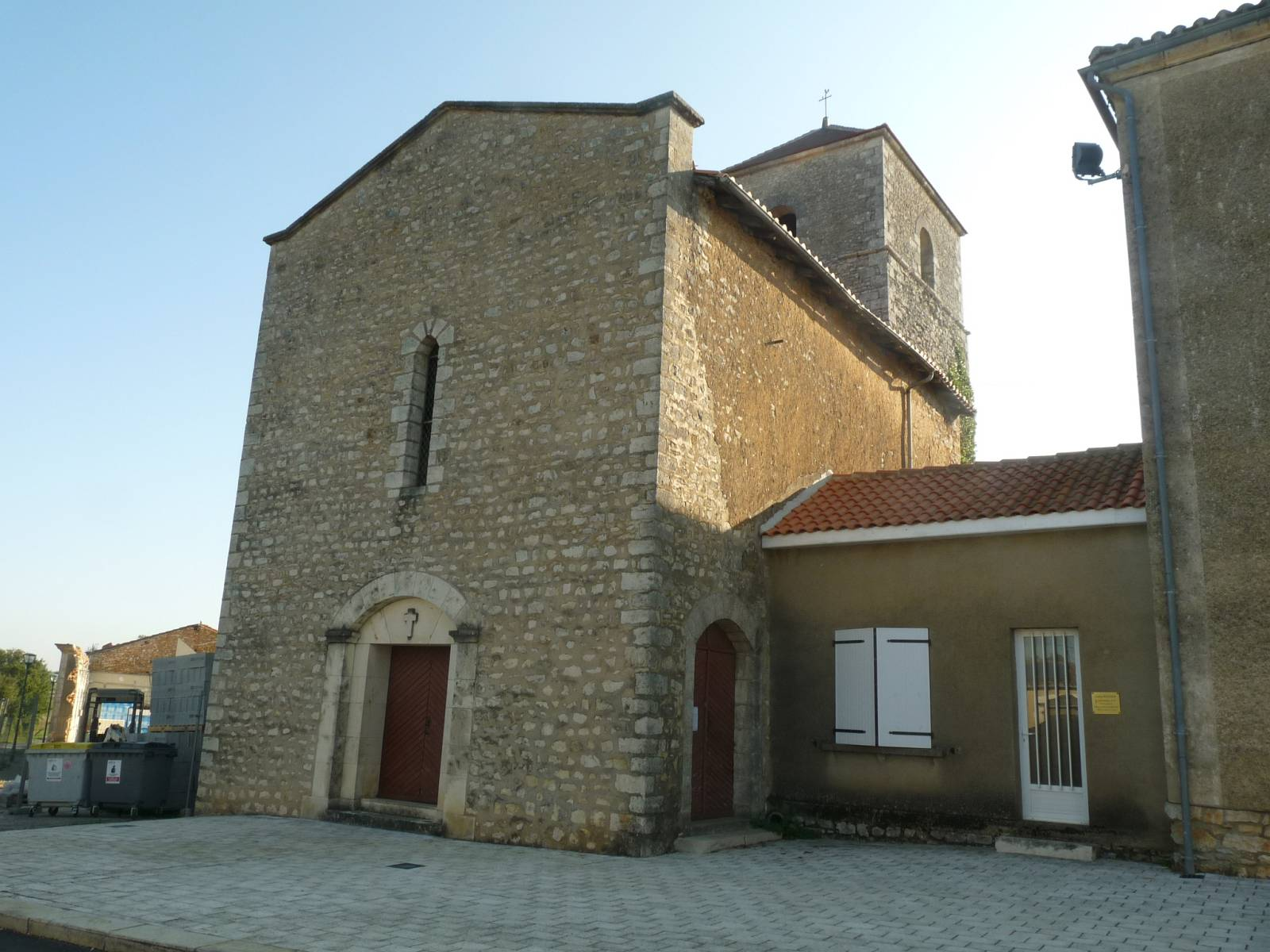
Kirche Saint-Martial
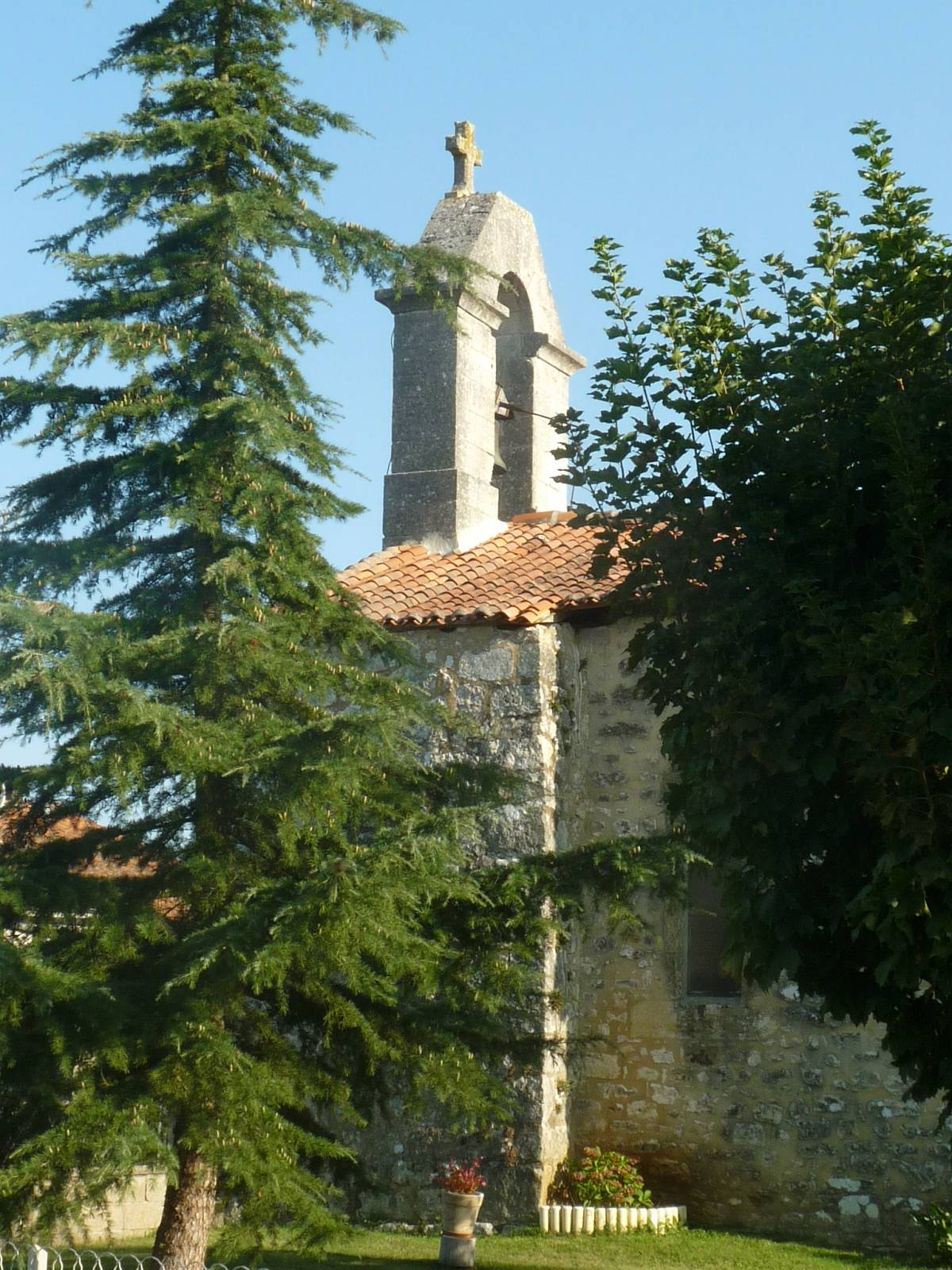
Kapelle Saint-Remy
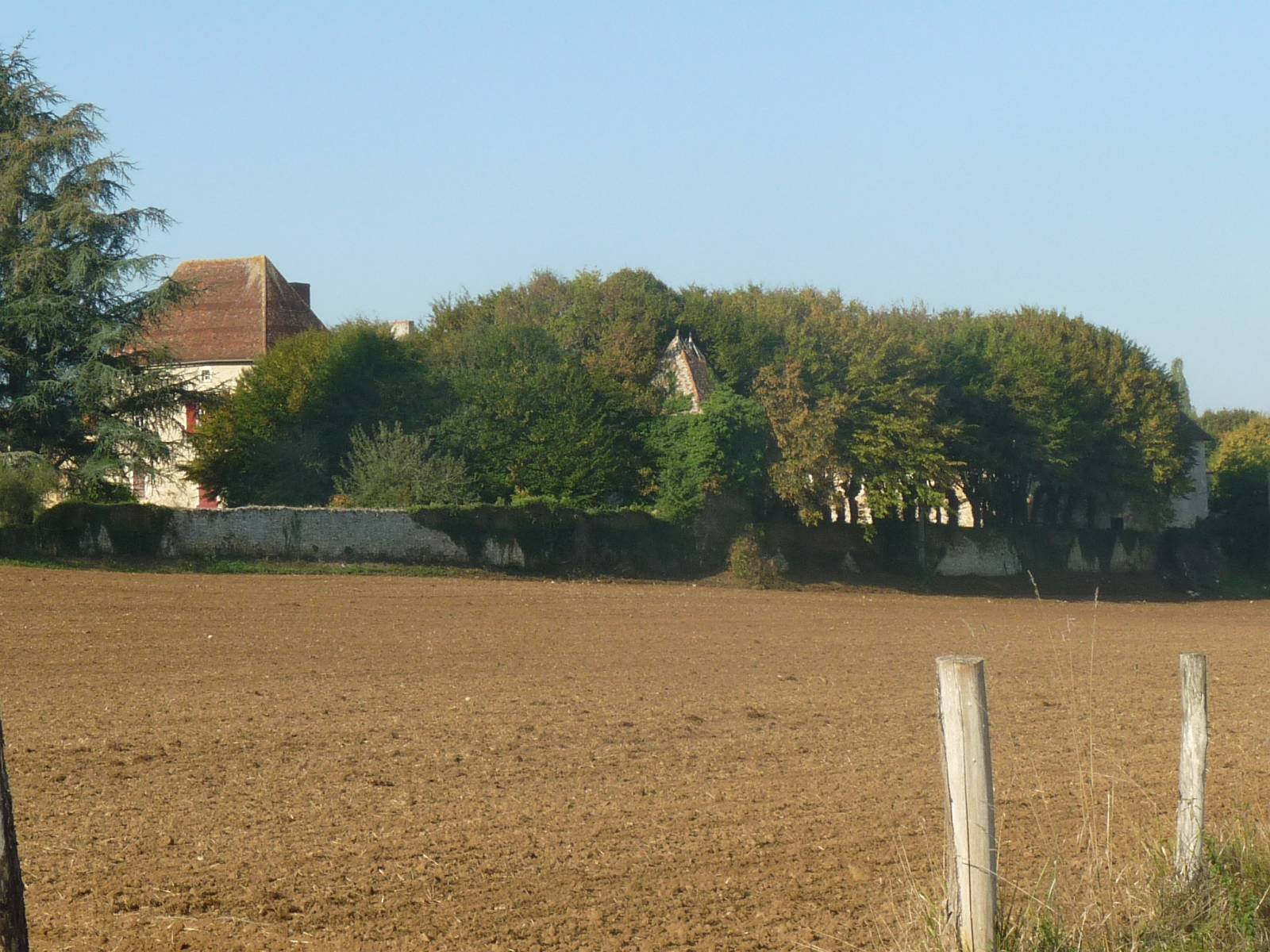
Schloss Taponnat
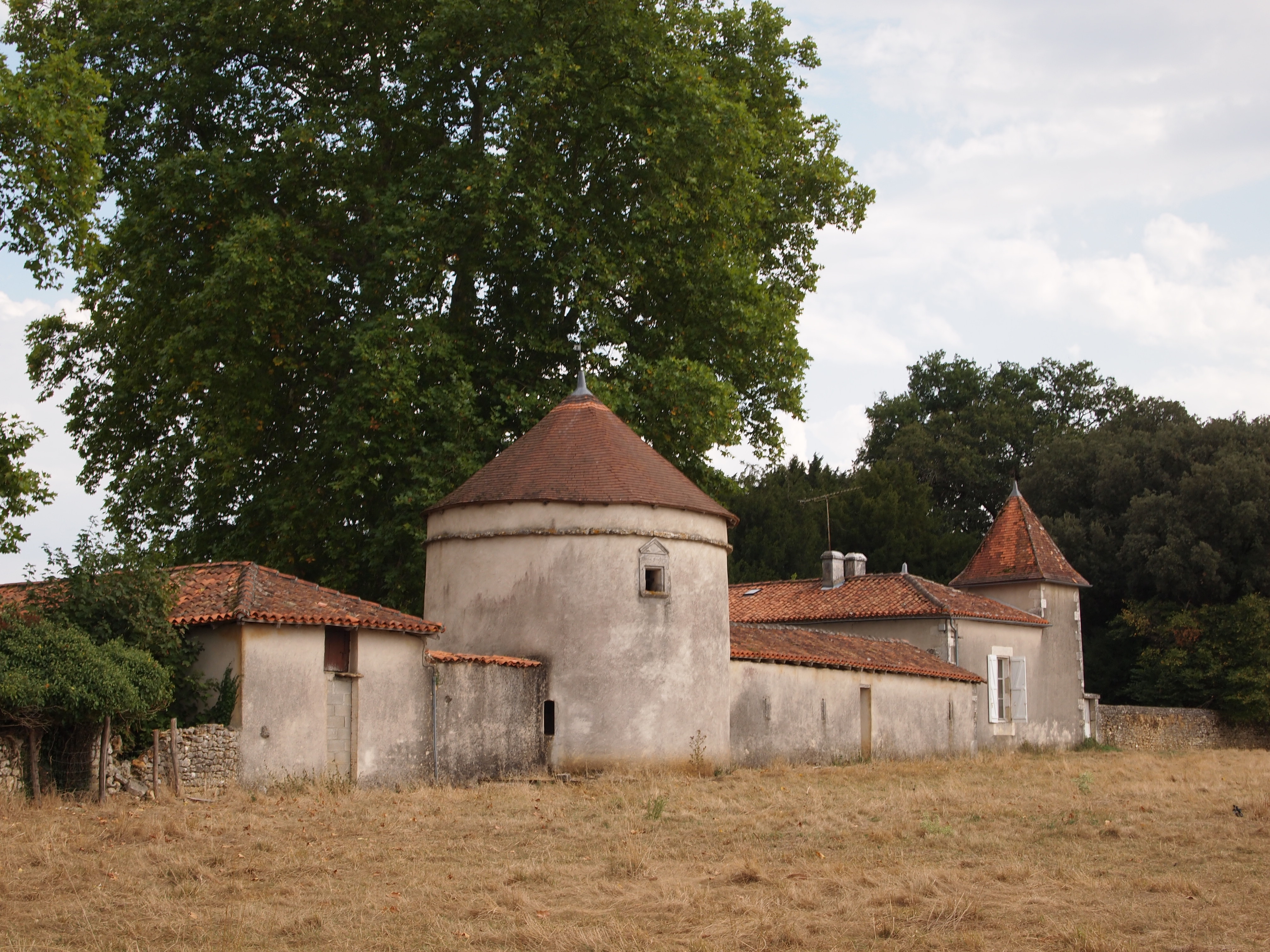
Taubentürme in Fleurignac